# Список императоров Латинской империи
Ниже приведен список императоров Латинской империи, упорядоченный по времени их правления.

## Императоры Латинской империи (1204—1261)
| Годы правления | Имя                                                                                  |
| --- | ------------------------------------------------------------------------------------ |
| 1204—1205 | Балдуин I Фландрский                                                                 |
| 1206—1216 | Генрих I Фландрский                                                                  |
| 1216—1217 | Пьер II де Куртене                                                                   |
| 1217—1219 | Иоланта де Куртене                                                                   |
| 1221—1228 | Роберт де Куртене                                                                    |
| 1228—1261 | Балдуин II де Куртене (в 1228—1237 регентом был Иоанн де Бриенн)                     |
| После захвата Константинополя в 1261 году войсками Никейской империи титул стал номинальным                                              |                                                                                      |
| 1261—1273 | Балдуин II де Куртене                                                                |
| 1273—1283 | Филипп де Куртене                                                                    |
| 1283—1308 | Екатерина де Куртене (в 1302—1308 титулом обладал её муж — Карл де Валуа)            |
| 1308—1346 | Екатерина де Валуа-Куртене (в 1313—1332 титулом владел её муж — Филипп I Тарентский) |
| 1346—1364 | Роберт Тарентский                                                                    |
| 1364—1373 | Филипп II Тарентский                                                                 |
| 1373—1383 | Жак де Бо                                                                            |
| В 1383 году титул был предоставлен королю Неаполя Людовику I Анжуйскому, но ни Людовик, ни его потомки данным титулом не воспользовались |                                                                                      |